# آماد

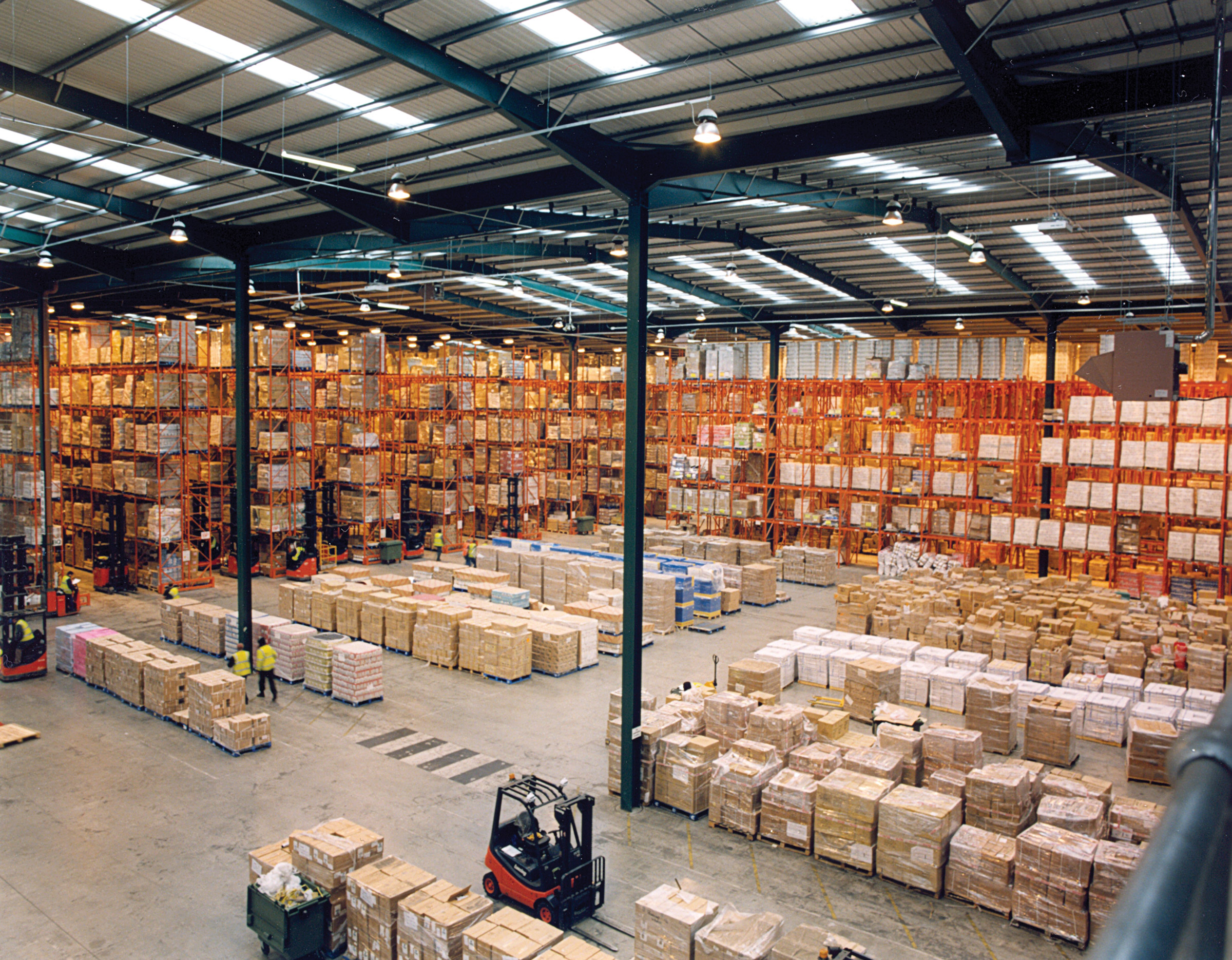
مدیریت و نگهداری انبارها در لجستیک نظامی و لجستیک تجاری از مسائل کلیدی محسوب می‌شود.

لجستیک یا آماد (به انگلیسی: Logistics) به حرکت مواد، خدمات، پول و اطلاعات در داخل یک زنجیره تأمین گفته می‌شود. همچنین لجستیک شامل حرکت در داخل یک مجموعه، نظارت بر ورود و خروج محموله‌ها و کالاها، و جریان اطلاعات در سرتاسر زنجیره تأمین می‌شود.
در علوم نظامی، آماد و لجستیک یعنی حفظ زنجیرهٔ تأمین با نیروهای نظامی، با وجودی که دشمن به دنبال به هم زدن آن است. در تدارکات نظامی، افسران تدارکات نحوه و زمان انتقال منابع به مکان‌های مورد نیاز را مدیریت می‌کنند.
لجستیک شامل یکپارچه‌سازی اطلاعات، حمل و نقل، موجودی کالا، انبارداری، جابه‌جایی کالا و بسته‌بندی و در مواردی شامل امنیت نیز می‌شود. لجستیک قسمتی از زنجیره تأمین است که ارزش زمان و مکان را به آن می‌افزاید.

## پایه و ریشهٔ واژگانی
لجستیک ریشه‌ای یونانی دارد و در موارد نظامی برای جابجایی جنگ‌افزار، مهمات و جیره غذایی در مواقع حرکت از مکان اصلی به سمت خط مقدم استفاده می‌شود. در زبان یونانی، رومی و امپراتوری رم شرقی، نظامیانی وجود داشتند با نام LOGISTIKAS که وظیفه مسائل مالی و تقسیم مایحتاج بر عهده آنان بوده‌است.
در واژه‌نامه آکسفورد لجستیک به این صورت تعریف شده: قسمتی از علوم نظامی که وظیفه تهیه و تحویل آماد و جابجایی مواد و افراد و تجهیزات را دارد. همین‌طور لجستیک به صورت عمومی شاخه‌ای از علوم مهندسی است که سیستم‌های انسانی به‌جای سیستم‌های ماشینی ایجاد می‌کند.
لجستیک به کلیه فعالیت‌های هماهنگی گفته می‌شود که برای بررسی، تحقیق، مطالعه و برآوردن نیازها و احتیاجات اولیه در زمینه وسایل و تجهیزات، ماشین‌ها و ابزارآلات، تأسیسات و قطعات از هر نوع و کلیه امور مربوط به تهیه، تولید، بیمه، نگهداری، انبارداری، توزیع، حمل و نقل، تنظیم و تهیه روش انجام کار، طراحی سیستم و دستورالعمل و نظارت بر موارد فوق انجام می‌گیرند.

## لجستیک نظامی
سیستم یکپارچه پشتیبانی لجستیک (ILS) یکی از سیستم‌های به کار برده شده در سازمان‌های نظامی است، برای اطمینان از سیستم ساده پشتیبانی با نگرشی به سرویس تمام عیار مشتری مداری با پائین‌ترین هزینه و با اطمینان کامل و در دسترس بودن و همچنین قابل تعمیر بودن و دیگر نیازهای تعریف شده در یک پروژه.
در لجستیک نظامی: افسران لجستیک چگونگی و زمان جابه‌جایی منابع را به محلی که مورد نیاز هستند را مدیریت می‌کنند.
افرادی مانند هانیبال بارکا، الکساندر کبیر و دوک ولینگتون در منابع تاریخی به عنوان نوابغ لجستیک مطرح هستند.
لجستیک را در فارسی «آمادگاری» نیز می‌گویند.

## مدیریت لجستیک
مدیریت لجستیک به عنوان نقشی در زنجیره تأمین است که وظیفه‌دار طراحی، نحوه اجرا، کنترل و افزایش بهره‌وری کلیه فرایندهای مرتبط با ذخیره‌سازی کالا و جریان‌های جلو برنده یا عقب رونده مؤثر، ارائه سرویس‌ها یا اطلاعات مرتبط از محل تولید تا نقطه مصرف به طوریکه نیازهای مشتریان را برآورده سازد، است.
گستره‌های مدیریت لجستیک عبارتند از:
- لجستیک داخل مرزهای یک کشور
- لجستیک داخلی
- لجستیک خارج از مرزهای کشور[۱۱]

به شخصی که به صورت حرفه‌ای در مدیریت لجستیک مشغول به کار است logistician می‌گویند.
چارتر مؤسسه لجستیک و حمل و نقل (CILT) در ۱۹۱۹ در انگلیس تأسیس شد و رویال چارتر را در سال ۱۹۲۶ تأسیس کرد.
موسسات چارتر یکی از مهم‌ترین بخش‌ها یا موسسات در زمینه لجستیک و حمل و نقل هستند که وظیفه امتیازدهی میزان کیفی خدمات حرفه‌ای را در مدیریت لجستیک بر عهده دارند.

## لجستیک در دانشگاه
- رشته مهندسی صنایع گرایش لجستیک

در سال ۱۳۸۷ در دانشگاه صنعتی امیرکبیر دانشکده مهندسی صنایع و سیستم‌های مدیریت ایجاد شد.
این گرایش برای مقطع کارشناسی ارشد ایجاد شد که هم‌اکنون جز پرطرفدارترین گرایش‌های مهندسی صنایع در کنکور کارشناسی ارشد است.
- دوره‌های کاردانی و کارشناسی لجستیک

در سال ۱۳۸۹ دانشگاه علمی کاربردی شهید دستواره دوره‌های کاردانی لجستیک و انبارداری و سال ۱۳۹۳ کارشناسی لجستیک را برگزار کرده‌است. این مقاطع تحصیلی همچنان در حال برگزاری است.
- مرکز مطالعات و پژوهش‌های لجستیکی دانشگاه امام حسین

مرکز مطالعات و پژوهش‌های لجستیکی دانشگاه جامع امام حسین در راستای نیازمندی‌های مطالعاتی و پژوهشی لجستیک کشور در سال 1377 تاسیس گردید. هدف از تاسیس این مرکز برآورد مؤثر و کارآمد نیازمندی‌های پژوهشی، مشاوره‌ای، آموزشی و اطلاع‌رسانی در زمینه لجستیک نظامی و غیرنظامی، با تکیه بر نیازسنجی، تحقیقات، پژوهش، تولید و نشر علوم و دانش‌های مرتبط با حوزه‌های مختلف لجستیکی و مبتنی بر فناوری‌های نوین است.